# Kamaldulenserkirche (Warschau)
Die katholische Kirche der Empfängnis der Jungfrau Maria (polnisch Kościół Niepokalanego Poczęcia Najświętszej Marii Panny) im  Warschauer Stadtteil Bielany ist eine katholische Kamaldulenserkirche an der ul. Dewajtis im nördlich von der Innenstadt gelegenen Wald Las Bielański.

## Geschichte

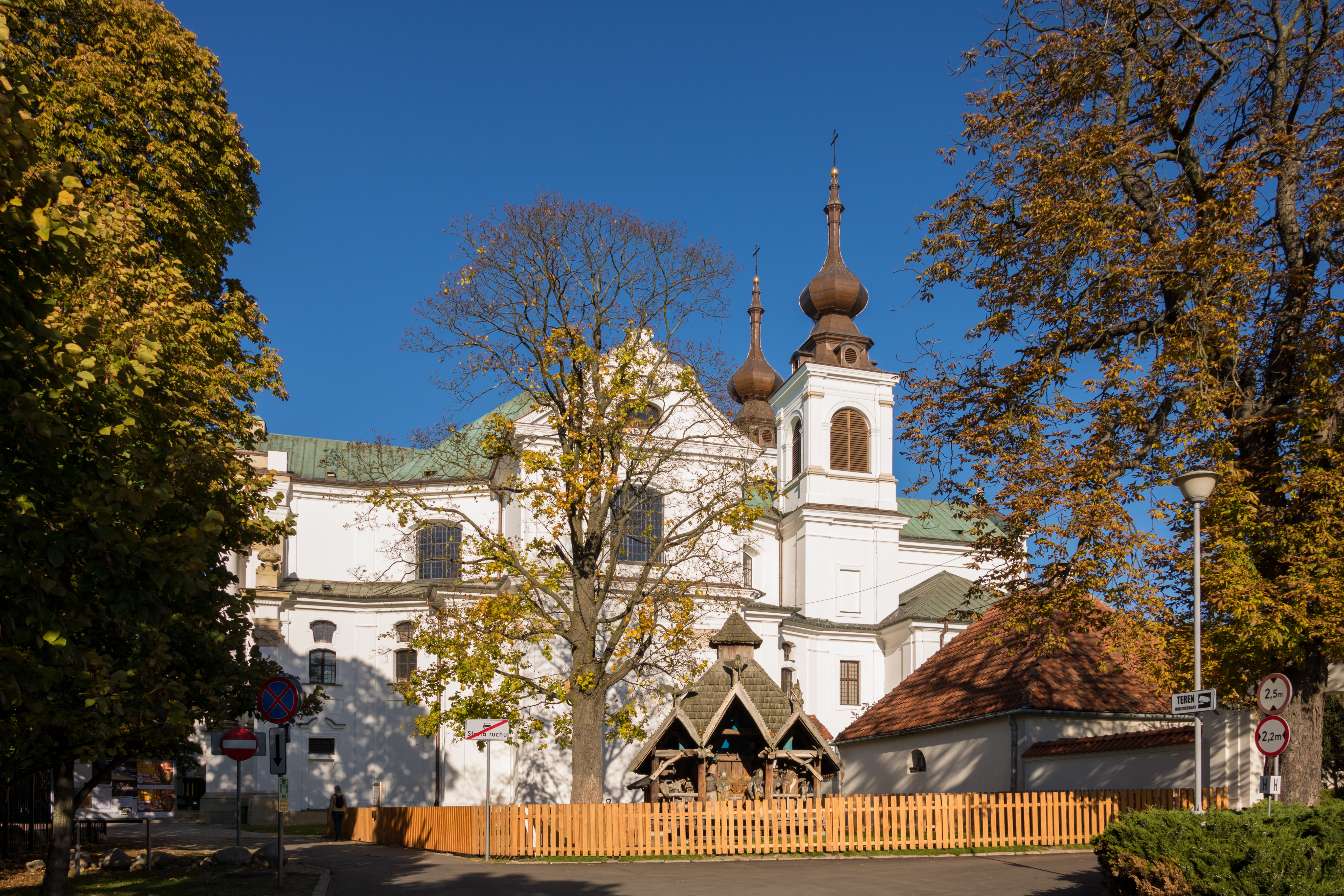
Seitenansicht

Die Kirche und das Kloster der Kamaldulenser wurden von 1669 bis 1710 im Stil des Barock für die Krakauer Kamaldulenser errichtete. In der Kirche wurde das Herz von König Michael I. beigesetzt sowie Stanisław Staszic bestattet. Nach den Polnischen Teilungen mussten die Kamaldulenser das Kloster verlassen. Das Klostergebäude wird von der Kardinal-Stefan-Wyszyński-Universität Warschau genutzt.

## Geographische Lage
Die Kirche befindet sich im Stadtteil Bielany nördlich der Warschauer Innenstadt im Wald Las Bielański.